# Esports Awards
 (octobre 2022).
Les Esports Awards sont des prix remis chaque année pour récompenser les joueurs, les jeux et les institutions de l'esport. La cérémonie se déroule dans le Esports Stadium Arlington au Texas.

## Édition 2019
| Catégories                                 | 1er place | 2eme place | 3eme place |
| ------------------------------------------ | --- | --- | --- |
| Cosplayer e-sport de l'année               | LittleJem | Maul Cosplay                                                                                                  | Polygon Forge                                                                                                 |
| Éditeur e-sport de l'année                 | Riot Games | Epic Games | Valve |
| Producteur Vidéo e-sport de l'Année        | Logan Dodson                                                                                                  | Charles Dalton                                                                                                | Mawcho |
| Agence de soutien e-sport de l'Année       | Loaded | Evolved Talent Agency                                                                                         | ESG Law |
| Play e-sport de l'Année                    | S3xycake | Squishy | Caps |
| Commentateur e-sport de l'Année            | Henry "HenryG" Greer                                                                                          | Chris "PapaSmithy" Smith                                                                                      | Jack "CouRage" Dunlop                                                                                         |
| Partenaire Commercial e-sport de l'Année   | HyperX | Intel | RedBull |
| Choix du Jury de l'Année                   | Ryan Thompson                                                                                                 | Ryan Thompson                                                                                                 | Ryan Thompson                                                                                                 |
| Joueur e-sport Rookie de l'Année (console) | Chris "Simp" Lehr                                                                                             | Aydan "Aydan" Conrad                                                                                          | Mohammed "Mo Auba" Harkous                                                                                    |
| Joueur e-sport Rookie de l'Année (PC)      | Kyle "Bugha" Giersdorf                                                                                        | Mathieu "ZywOo" Herbaut                                                                                       | Emil “Nyhrox” Bergquist Pedersen                                                                              |
| Journaliste e-sport de l'Année             | Richard Lewis                                                                                                 | Ashley Kang                                                                                                   | Antonio "Inyustificado" Yuste                                                                                 |
| Fournisseur de matériel e-sport de l'Année | Intel | Nvidia | HyperX |
| Coach e-sport de l'Année                   | Danny "zonic" Sørensen                                                                                        | Kim "kkOma" Jeong-gyun                                                                                        | James Crowder                                                                                                 |
| Jeu e-sport de l'Année                     | League of Legends                                                                                             | Counter-Strike: Global Offensive                                                                              | Rainbow Six Siege                                                                                             |
| Personnalité e-sport de l'Année            | Matthew "Nadeshot" Haag                                                                                       | Jack "CouRage" Dunlop                                                                                         | Tyler "Ninja" Blevins                                                                                         |
| Site d'Actualité e-sport de l'Année        | Dexerto | ESPN Esports                                                                                                  | Liquipedia |
| Équipe e-sport de l'Année                  | G2 Esports [LoL]                                                                                              | Astralis [CS:GO]                                                                                              | San Francisco Shock [OWL]                                                                                     |
| Créateur de Contenu de l'Année             | Craig "Mini Ladd" Thompson                                                                                    | Jack "CouRage" Dunlop                                                                                         | Brian Michael "Terroriser" Hanby                                                                              |
| Joueur PC de l'Année                       | Kyle "Bugha" Giersdorf                                                                                        | Luka "Perkz" Perković                                                                                         | Oleksandr "s1mple" Kostyliev                                                                                  |
| Joueur Console de l'Année                  | Dominique "SonicFox" McLean                                                                                   | Alexandre "Kaydop" Courant                                                                                    | Chris "Simp" Lehr                                                                                             |
| Présentateur e-sport de l'Année            | Alex "Goldenboy" Mendez                                                                                       | Eefje "Sjokz" Depoortere                                                                                      | Nyvi Estephan                                                                                                 |
| Streamer de l'Année                        | Dr Disrespect                                                                                                 | Jack "CouRage" Dunlop                                                                                         | Alan "alanzoka" Ferreira                                                                                      |
| Organisation e-sport de l'Année            | Team Liquid                                                                                                   | G2 Esports | 100 Thieves                                                                                                   |
| Nouveau jeu e-sport de l'Année             | Super Smash Bros Ultimate                                                                                     | Super Smash Bros Ultimate                                                                                     | Super Smash Bros Ultimate                                                                                     |
| Événement e-sport de l'année               | Championnat du monde de League of Legends 2019                                                                | Championnat du monde de League of Legends 2019                                                                | Championnat du monde de League of Legends 2019                                                                |
| Prix de l'excellence                       | Marcus "djWHEAT" Graham, Hector "H3CZ" Rodriguez, Ralf Reichert, Scott "SirScoots" Smith, Sundance DiGiovanni | Marcus "djWHEAT" Graham, Hector "H3CZ" Rodriguez, Ralf Reichert, Scott "SirScoots" Smith, Sundance DiGiovanni | Marcus "djWHEAT" Graham, Hector "H3CZ" Rodriguez, Ralf Reichert, Scott "SirScoots" Smith, Sundance DiGiovanni |
| Choix du panel                             | Ryan Thompson                                                                                                 | Ryan Thompson                                                                                                 | Ryan Thompson                                                                                                 |